# 曲江池遗址公园
曲江池遗址公园占地471亩，在原曲江池基础上2008年7月1日建成，位于西安曲江新区。
由著名建筑大师张锦秋担纲总设计。曲江池水面仅南北纵长就达1,088（3,570英尺），东西宽窄不等，最宽处达552（1,811英尺），分上池和下池两部分。
自古曲江两岸，楼阁起伏，景色宜人。盛唐时期，贵族仕女悠游宴乐于曲江。考生及第之后，每每成群结伴，大摆筵席，饮酒作乐，當地称为“长安八景”之一。

## 历史渊源
曲江池歷經秦汉隋唐，古代经典风景园林。秦代一天然池沼，称为隑洲，附近有离宫「宜春宫」。汉武帝时因其水岸曲折，“形似广陵之江”，取名“曲江”。隋代修建大兴城，將曲江池纳入城廓之中，並改称「芙蓉池」。唐代大规模营建曲江池，方成为水域千亩、名冠京华的游赏胜地。“曲江流饮”、“雁塔题名”、“杏园关宴”、“寒窑故事”等典故传说，使其声名远播。

## 图集

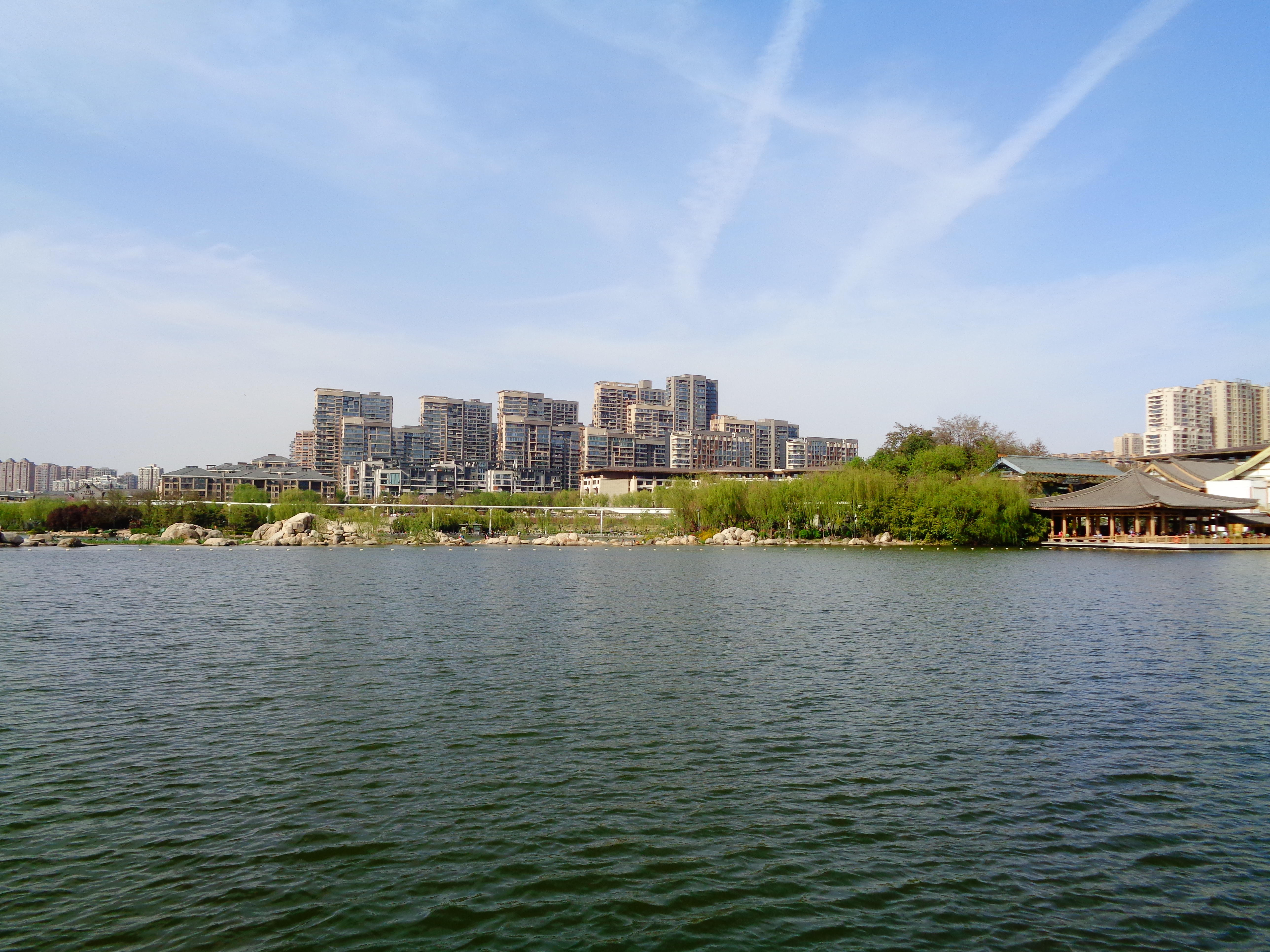
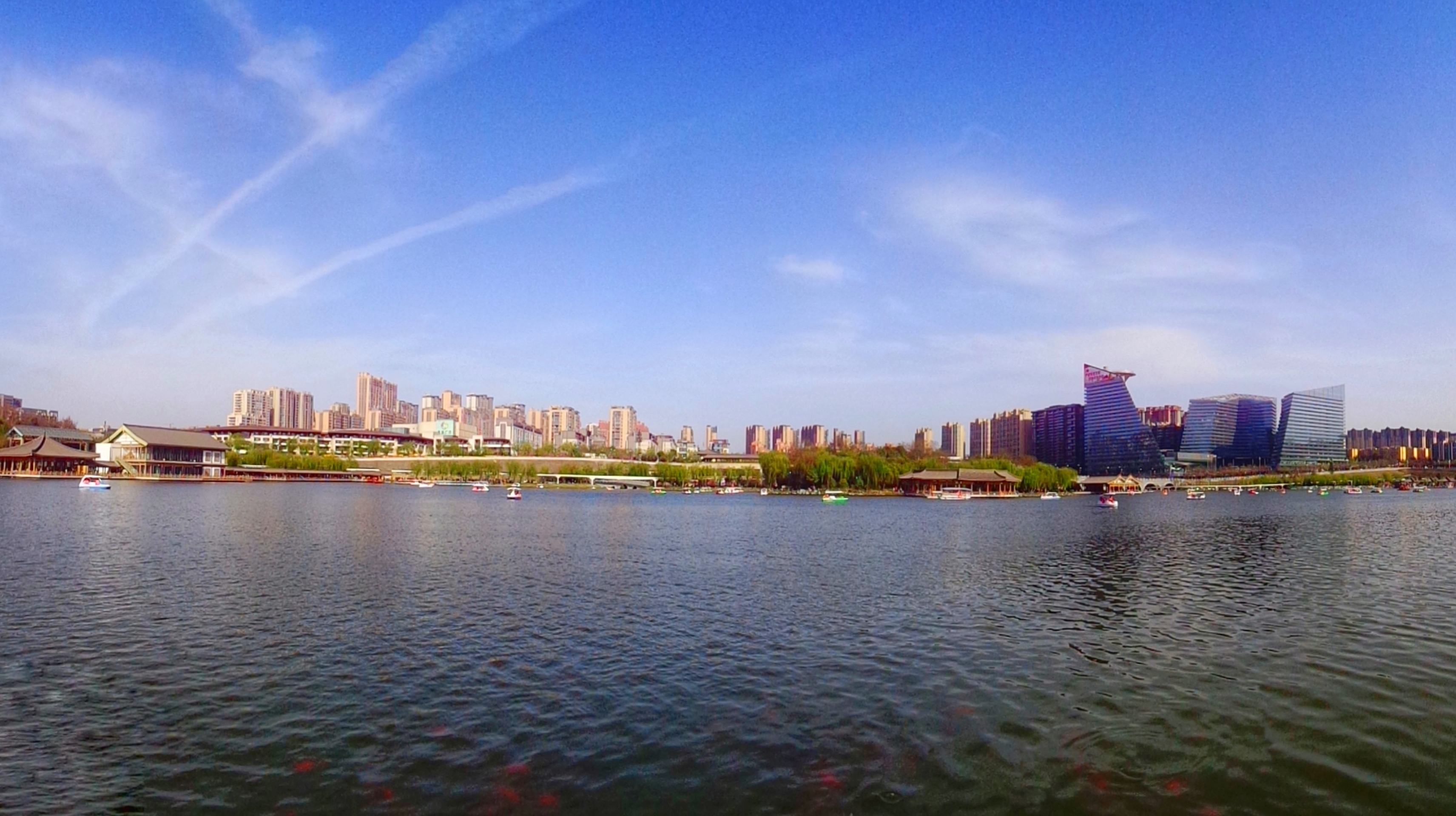